# Fizikalna fakulteta v Moskvi
Fizikalna fakulteta v Moskvi (rusko Физический факультет) je javna fakulteta, ki ponuja študij fizike in deluje v sklopu Moskovske državne univerze. Ustanovljena je bila leta 1933.
Trenutno je največja fakulteta znotraj univerze.